# 키티온
키티온(고대 그리스어: Κίτιον, 라틴어: Citium)은 한때 키프로스 남쪽에 있었던 소왕국으로 현재 키프로스 라르나카 부근에 존재했다. 기원전 13세기경에 형성되었고, 아크로폴리스도 만들어져 있었다.

## 역사
키티온 소왕국은 기원전 13세기 무렵 형성되었다. 기원전 1200년에서 1000년경에 장식과 도자기 제품, 건물의 디자인의 변화 등으로 큰 정치 체제의 변화가 있었다고 추측되며, 현재 아카이아에서 처음 그리스인 이민자가 온 것으로 보인다. 구리 채굴을 위해 처음으로 이 땅에 정착한 것은 미케네 인이었고, 이후 2세기 정도에서 소멸했다. 기원전 12세기경 도시는 대규모로 재구성되어 어도비 벽돌로 만들어져 있던 성벽이 키클로프스 축성 양식으로 다시 만들어졌다. 기원전 1000년경에 종교 시설이 버려진 것이 묘지 발굴 연구에서 밝혀졌다. 그들의 생활 터전을 다른 지역으로 옮겨갔던 것이다.
문학 작품에서 기술된 것을 보면, 초기 페니키아 문명의 영향을 받은 것 같고, 기원전 10세기 초 무렵에는 티레의 지배를 받은 흔적이 보인다. 티레에서 온 것으로 보이는 페니키아 상인이 키티온에 정착하여 정치적 영향력도 가졌다. 그들은 기원전 850년 이후, 카타리 지역의 성역을 재정비하고 이용했다.
기원전 570년부터 545년에는 이집트의 지배하에 들어갔고, 그 후 기원전 545년부터 페르시아 제국 아케메네스 왕조의 지배하에 들어갔다. 기원전 500년경 이후의 키티온의 왕 이름은 페니키아의 문서나 동전에 새겨진 문자 등에서 알 수 있다.
기원전 499년 이오니아 반란 때는 키프로스의 다른 소왕국과 함께 페르시아에 대항했다. 그 후 페르시아의 지배는 기원전 332년까지 계속되었다. 같은 해 대지진으로 인해 항구가 재해를 입었다.
기원전 312년 프톨레마이오스 1세 소테르가 키프로스를 공격하여 페니키아 키티온 왕을 죽이고 성전을 불태웠다. 기원전 4세기 말에는 왕정이 폐지되었고, 그때까지 믿어 온 종교도 폐지되었다. 그 후 프톨레마이오스 왕조의 지배를 받은 후 키티온에서 동전이 주조되지 않게 되었다.
기원전 58년, 키프로스는 로마 제국의 키프로스 속주가 되었으며, 소 카토가 총독으로 부임했다. 서기 76년과 이듬해 강한 지진이 땅을 덮쳤다. 322년과 342년에도 강한 지진이 강타하였고, 이때에는 살라미스와 파포스와 함께 막대한 피해를 입었다.

## 같이 보기
- 키티온의 제논